# Oude Broekpolder (onder Rijswijk)
Het waterschap Oude Broekpolder (onder Rijswijk) was een waterschap in de gemeenten Rijswijk en Vrijenban in de Nederlandse provincie Zuid-Holland.
Het waterschap was verantwoordelijk voor de drooglegging en de waterhuishouding in de gelijknamige polder.